# Утаґава Кунісада
Утаґава Кунісада (*歌川 国貞, 1786 — 12 січня 1865) — видатний японський художник періоду Едо. Відомий також як Утаґава Тойкуні III. Входить до першої трійки великих майстрів укійо-е, що вийшли зі школи Утаґава — нарівні з Утаґава Хіросіге і Утаґава Кунійосі, за життя далеко перевершуючи цих двох останніх як за популярністю, так і за продажами своїх робіт.

## Життєпис
Походив з заможної родини Суміда, що володіла поромною переправою. Народився 1786 року в Хондзьо, східному передмісті Едо. Спочатку носив ім'я Суміда Сьоґоро. Батько помер, коли хлопчикові не виповнилося ще й року. З дитинства виявив хист до малювання.
Його малюнки сподобалися Утаґава Тойокуні. У 1800 році Суміда Сьоґоро стає учнем останнього. Від свого вчителя отримав ім'я Кунісада, перший ієрогліф якого був узятий з імені Тойокуні.
Перша відома самостійна гравюра Кунісади відноситься до 1807 року, наступні датуються 1809—1810 роками. З 1808 року він починає працювати як ілюстратор книг, популярність малюнків Утаґава Кунісада росте з кожним роком. У 1809 році його вже називають «зіркою» школи Утаґава. У 1810—1811 роках оцінений як рівний за майстерністю до свого вчителя Тойокуні. У 1813 році був офіційно визнаний другим за значенням майстром стилю укійо-е після свого вчителя.
Починаючи з 1810 року, Кунісада використовує псевдонім Ґоґотей, який зустрічається до 1842 року на всіх його гравюрах по тематиці кабукі, а з 1825 року також псевдонім Котьоро — для інших своїх робіт. Вивчав також стиль школи Ханабуса.
У 1830-х роках, художник досягає найбільшого жанрового розмаїття. У 1840—1850 роках займається педагогічною діяльністю. Він виростив багатьох талановитих учнів, зокрема Тойохара Кунітіка, Утаґава Садахіде, Утаґава Кунісада II. У 1844 році Кунісада очолює школу Утагава, і деякі роботи підписує як Тойокуні III. Помер 1865 року в Едо.

## Творчість
За роки своєї творчості художник створив від 20 000 до 25 000 «сюжетів», до яких увійшли 35—40 тисяч окремих листів. Натепер відомо близько 15 500 художніх розробок Утаґава Кунісади, які охоплюють близько 23 500 аркушів. Утаґава Кунісада майже з фотографічною точністю відобразив усе те, що несуть у собі традиційний японський живопис, традиційна японська гравюра і японська культура в цілому.
Найбільшу увагу приділяв зображенню пов'язаних з театром кабукі і граючим акторам. На частку цього жанру припадає близько 60 % робіт Кунісада. Картини у жанрі бідзінга становлять 15 % його загальної спадщини (що більше, ніж у сучасних Кунісада художників). Робив він також портрети борців сумо. Досить рідкісні його пейзажі та зображення вояків — близько по 100 аркушів по кожному з цих напрямів.
У 1808 або 1809 роках з'являється його перша серія портретів театральних акторів. Водночас виходять серії видів міста Едо і бідзінга (зображення красунь). Наприкінці 1820-х років він випускає серію погрудь куртизанок, яка принесла йому славу.
Далі в творчості художника з'являється нова тема. Він випускає серію гравюр «Зерцало відомих особистостей Японії», в якій зібрано зображення героїв японської історії. Однією з найбільш відомих робіт стала серія гравюр «53 станції Токайдо». Дану серію можна віднести до пейзажного типу. Головними дійовими особами гравюр є актори. Серія мала величезний успіх і була розпродана великими тиражами.
Видає величезну кількість театральних гравюр, які формують ставлення глядачів до театру і впливають на сам театр. Головним досягненням майстра є створення особливого типу театрального портрета — конкретного актора в конкретної ролі, що поєднує особисту схожість і атмосферу театрального дійства.
Багато робіт Утаґава Кунісада присвячені японському еротичного жанру сюнґа.

### Відомі твори
- Красуні з Кварталу Задоволень (1809 рік)
- Великі театральні успіхи (1815—1816 роки)
- Колекція відомих ресторанів нашого часу (близько 1820 року)
- Наслідувач Мурасакі і селянин Гендзі (1830-ті роки)
- 53 станціх Токайдо (близько 1838 року)
- Актори Токайдо (1852 рік)
- Види чудових місць Едо (1852 рік)
- Антологія історичних місць Японії (1852 рік)
- Тридцять шість уявних поета (1852)
- Ресторани Едо (1852 рік, спільно з Утаґава Хіросіге)
- П'ятдесят три станції Токайдо в двох фарбах (близько 1855 року, спільно з Утаґава Хіросіге)
- Популярні містечка Едо і сто красунь (1857 рік)
- 54 глави повісті про Ґендзі (1858—1859 роки)
- Модниці біля дзеркала (1859 рік)
- Відомі актори Кабукі минулого і сьогодення (1865 рік, видана посмертно)